# 潘融春 (康熙進士)
潘融春（1640年12月12日—？年），號與偕，四川夔州府達州人，習《禮記》，康熙二年癸卯科四川鄉試中式舉人，康熙六年丁未科會試中式進士。